# Сезар Габриэль де Шуазёль-Прален
Сезар Габриэль де Шуазёль-Прален (15 августа 1712, Париж — 15 ноября 1785, там же) — французский государственный, военный и политический деятель, дипломат, генерал-полковник французской армии, морской министр Франции (1766—1770), министр иностранных дел Франции (1761—1766), почётный член Парижской академии наук.

## Биография
Граф де Шевиньи, 1-й герцог де Прален, старший сын Юбера де Шуазёля, маркиза де Шуазёля (ум. 1727), и Луизы-Генриетты де Бо.
После службы в армии в 1759 году был назначен послом в Вене. В 1761 году был полномочным представителем в Аугсбурге.
С 13 октября 1761 по 8 апреля 1766 года занимал пост государственного секретаря по иностранным делам, заменив своего двоюродного брата Этьена де Шуазёля, который в 1763 году стал военным и военно-морским министром.
В 1763 году стал 1-м герцогом де Прален. После окончания Семилетней войны заключил как полномочный представитель короля Людовика XV мир. 10 февраля 1763 года подписал Парижский мирный договор.
С апреля 1766 по конец декабря 1770 года занимал пост морского министра Франции. Шуазёль-Праслен восстановил флот, разрушенный во время войны. После смерти мадам Помпадур, которая была его покровительницей в 1764 году, положение Шуазеля-Праслена стало шатким. В 1770 году ему пришлось отойти от государственных дел.

## Память
- В его честь назван остров Праслен в Сейшельском архипелаге и национальный парк Праслен[англ.] там же.